# Hazenita
La hazenita és un mineral de la classe dels fosfats que pertany al grup de la struvita. Va rebre el nom per H. Yang, H.J. Sun i R.T. Downs el 2011 en honor al Dr. Robert M. Hazen (1 de novembre de 1948, Rockville Centre, Nova York, EUA), mineralogista del Laboratori de Geofísica de la 'Carnegie Institution for Science. El 2016 va rebre la medalla Roebling de la Mineralogical Society of America.

## Característiques
La hazenita és un fosfat de fórmula química KNaMg₂(PO₄)₂(H₂O)₁₄. Va ser aprovada com a espècie vàlida per l'Associació Mineralògica Internacional l'any 2007, sent publicada per primera vegada el 2011. Cristal·litza en el sistema ortoròmbic. La seva duresa a l'escala de Mohs oscil·la entre 2 i 2,5.
Segons la classificació de Nickel-Strunz, la hazenita pertany a «08.CH: Fosfats sense anions addicionals, amb H₂O, amb cations de mida mitjana i gran, RO₄:H₂O < 1:1» juntament amb els següents minerals: walentaïta, anapaïta, picrofarmacolita, dittmarita, niahita, francoanel·lita, taranakita, schertelita, hannayita, struvita, struvita-(K), rimkorolgita, bakhchisaraitsevita, fahleïta, smolyaninovita, barahonaïta-(Al) i barahonaïta-(Fe).
L'exemplar que va servir per a determinar l'espècie, el que es coneix com a material tipus, es troba conservat al museu mineral de la Universitat d'Arizona, als Estats Units.

## Formació i jaciments
Va ser descoberta als Estats Units, concretament a la riba sud del llac Mono, situat al comtat de Mono (Califòrnia), on es troba en forma de cristalls radials tabulars allargats, clústers prismàtics o bé com a cristalls simples, de fins a 0,06 x 0,12 x 0,40 mm, associada a restes de cianobacteris descompostos sobre calcita o aragonita. És precipitada per microbis quan el llac ha estat sec durant tant de temps que els nivells de fòsfor s'acumulen enverinant els microbis, eliminant llavors aquest l'excés de fòsfor excretant vidres de hazenita. Aquest llac és l'únic indret de tot el planeta on ha estat descrita aquesta espècie mineral.